# جون هال (كاهن)
جون هال (بالإنجليزية: John Hall)‏ هو كاهن أنجليكاني بريطاني، ولد في 13 مارس 1949 في لندن في المملكة المتحدة.